# Raffaele Ametrano
Raffaele Ametrano (Castellammare di Stabia, 15 febbraio 1973) è un allenatore di calcio ed ex calciatore italiano, di ruolo difensore o centrocampista, collaboratore tecnico dell'Avellino.

## Carriera

### Giocatore

#### Club
Cresciuto nelle giovanili del Napoli con Fabio Cannavaro, ha indossato in carriera le maglie di Ischia Isolaverde (con cui ha esordito nei professionisti), Udinese, Juventus (era in panchina nella vittoriosa finale della Coppa Intercontinentale 1996 a Tokio), Verona, Empoli, Salernitana, Genoa, Cagliari, Crotone, ancora Napoli, Avellino, Potenza e Messina. Da luglio 2008 a maggio 2010 ha indossato la casacca gialloblù della Juve Stabia, club della sua città natale, con cui si è ritirato il 16 maggio in occasione del match di Supercoppa di Lega di Seconda Divisione contro il Südtirol.

#### Nazionale
Ha vestito la maglia dell'Italia under 21, allenata da Cesare Maldini, con cui ha ricevuto 17 convocazioni e disputato 14 gare, tutte da giocatore dell'Udinese: debuttò il 20 dicembre 1994 nella gara casalinga contro la Turchia vinta 2-0 dagli azzurrini, segnando i suoi due gol il 23 marzo 1995 nella gara casalinga con l'Estonia, vinta dall'Italia 7-0 e il 10 novembre seguente nella gara casalinga con l'Ucraina, vinta dagli azzurrini 2-1; con tale rappresentativa ha vinto il campionato europeo di categoria del 1996.
Con l'Italia olimpica ha inoltre disputato, sempre agli ordini di Maldini, il torneo olimpico di Atlanta 1996 (malgrado avesse due giornate di squalifica da scontare), disputando una gara.

### Allenatore
Inizia la carriera di allenatore il 13 ottobre 2010 da vice di Massimo Rastelli al Brindisi, in Lega Pro Seconda Divisione.
Nel 2013 entra nello staff dell'Udinese: nella stagione 2013-2014 è osservatore del settore giovanile, mentre dalla successiva diventa allenatore nel vivaio friulano, prima per gli "Allievi Nazionali Lega Pro", poi nel 2015-2016 per i "Giovanissimi Regionali" e nel 2016-2017 per gli "Under 15 A-B".
Torna a lavorare per una prima squadra nell'estate 2019, quando diviene il vice di Salvatore Sullo al Padova, in Serie C; rimane con i biancoscudati fino al gennaio 2020, quando viene sollevato dall'incarico assieme a tutto lo staff dell'esonerato Sullo.
Dopo un'esperienza nelle giovanili del Donatello, club minore di Udine, nell'estate 2024 entra nello staff tecnico del Chions, squadra friulana militante in Serie D, come vice dell'allenatore Alessandro Lenisa.
Il 19 agosto 2025 viene ingaggiato dall'Avellino, entrando a far parte dello staff come collaboratore tecnico ritrovando Raffaele Biancolino, (come allenatore) e Vincenzo Riccio, già compagni di squadra proprio nell'Avellino negli anni 2005-2007.

### Dopo il ritiro
Nella stagione 2011-2012 è commentatore tecnico per Sportitalia per alcuni anticipi e posticipi di Lega Pro.

## Statistiche

### Presenze e reti nei club
| Stagione        | Squadra         | Campionato      | Campionato | Campionato | Coppa Italia | Coppa Italia | Coppa Italia | Coppe continentali | Coppe continentali | Coppe continentali | Altre coppe | Altre coppe | Altre coppe | Totale | Totale |
| Stagione        | Squadra         | Comp            | Pres       | Reti       | Comp         | Pres         | Reti         | Comp               | Pres               | Reti               | Comp        | Pres        | Reti        | Pres   | Reti   |
| --------------- | --------------- | --------------- | ---------- | ---------- | ------------ | ------------ | ------------ | ------------------ | ------------------ | ------------------ | ----------- | ----------- | ----------- | ------ | ------ |
| 1991-1992       | Napoli          | A               | 0          | 0          | CI           | 0            | 0            | -                  | -                  | -                  | -           | -           | -           | 0      | 0      |
| 2001-2002       | Napoli          | B               | 22         | 0          | CI           | 1            | 0            | -                  | -                  | -                  | -           | -           | -           | 23     | 0      |
| Totale Napoli   | Totale Napoli   | Totale Napoli   | 22         | 0          |              | 1            | 0            |                    | -                  | -                  |             | -           | -           | 23     | 0      |
| Totale carriera | Totale carriera | Totale carriera | ?          | ?          |              | ?            | ?            |                    | ?                  | ?                  |             | ?           | ?           | ?      | ?      |

## Palmarès

### Giocatore

#### Club

##### Competizioni nazionali
- Lega Pro Seconda Divisione: 1

Juve Stabia: 2009-2010 (girone C)

##### Competizioni internazionali
- Coppa Intercontinentale: 1

Juventus: 1996

#### Nazionale
- Campionato d'Europa Under-21: 1

Spagna 1996